# Kính Nguyên
Kính Nguyên (chữ Hán giản thể: 泾源县) là một huyện thuộc địa cấp thị Cố Nguyên, tỉnh Khu tự trị dân tộc Hồi Ninh Hạ, Cộng hòa Nhân dân Trung Hoa. Huyện này có diện tích 961 ki-lô-mét vuông, dân số năm 1999 là 112.167 người.. Mã số bưu chính là 756400. Huyện lỵ đóng ở trấn Hương Thủy. Đây là huyện nông nghiệp với nông sản chính là tiểu mạch. Kính Nguyên nằm ở thượng nguồn sông Kính.